# 截棒网虫
截棒网虫（学名：Dictyocoryne truncatum）为海绵盘虫科棒网虫属的动物。分布于菲律宾海、太平洋热带海、大西洋，包括东海、南海等海域。